# Winter Garden Theatre
Le Winter Garden Theatre est un théâtre de Broadway, inauguré en 1911. Il est situé au 1634 Broadway entre la 50e rue et la 51e rue, dans le Theater District, dans le centre de Manhattan, à New York (États-Unis).

## Productions notables
- 1916 : Robinson Crusoe, Jr.
- 1918 : Sinbad
- 1934 : Life Begins at 8:40
- 1935 : At Home Abroad
- 1937 : Hooray for What!
- 1938 : Hellzapoppin
- 1944 : Mexican Hayride
- 1948 : As the Girls Go
- 1950 : Alive and Kicking
- 1951 : Top Banana
- 1953 : Wonderful Town
- 1954 : Peter Pan
- 1955 : Plain and Fancy
- 1956 : Bus Stop
- 1957 : West Side Story
- 1959 : Saratoga
- 1960 : Once Upon a Mattress
- 1962 : Carnival!
- 1963 : Tovarich
- 1964 : Funny Girl
- 1966 : Mame
- 1970 : Georgy
- 1971 : Follies
- 1972 : Much Ado About Nothing
- 1974 : Gypsy
- 1976 : Pacific Overtures, Fiddler on the Roof
- 1977 : Beatlemania
- 1979 : Zoot Suit, Gilda Live
- 1980 : 42nd Street
- 1981 : Camelot
- 1982 : Othello ou le Maure de Venise, Cats
- 2001 : Mamma Mia ![1]
- 2014 : Rocky the Musical
- 2015 : Wolf Hall: Parts 1 & 2, School of Rock
- 2019 : Beetlejuice
- 2022 : The Music Man[2]
- 2024 : Back to the Future: The Musical[3]